# Prasyptera mastersi
Prasyptera mastersi is een keversoort uit de familie bladkevers (Chrysomelidae). De wetenschappelijke naam van de soort werd in 1896 gepubliceerd door Thomas Blackburn.